# Riksgränsen
Riksgränsen er en by, der ligger på den svenske side af grænsen mellem Sverige og Norge, i Jukkasjärvi församling, Kiruna kommune. Byen ligger ved Malmbanan. En populær sport i byen er skisport, hvor løjperne er åbne fra februar til midsommer.
Indtil 1925 var der en jernbanestation til udveksling af lokomotiver og mandskab på grænsen mellem Norge og Sverige. Den station blev flyttet til den nuværende placering cirka 1 kilometer længere inde på den svenske side af grænsen til Riksgränsen station, med togforbindelser til Narvik i Norge, og i Sverige med Kiruna, Boden og Stockholm.
Byen er bygget op omkring stationen og skisportsturismen. Den er hjemsted for Sveriges ældste skiskole, etableret i 1934. 
8. og 9. april 2008 afholdt Nordisk Ministerråd mødet Nordisk Globaliseringsforum om Nordens rolle i globaliseringen, hvor statsministre fra de nordiske lande underskrev en fælles erklæring under titlen The Riksgränsen Declaration, som lagde grundlaget for en fælles nordisk indsats for at fremme forskning og innovation med fokus på klima, energi og miljø .   
Nord for Riksgränsen ligger søen Vassijaure.

## Galleri
- Riksgränsen station og Malmbanan med udsigt til grænsen, vinter 2017
- Riksgränsen set fra stationen i retning af grænsen, sommer 2022
- Riksgränsen hotelområde, sommer 2022
- Søen ved Riksgränsen, sommer 2022

## Ekstern henvisning
- Wikimedia Commons har flere filer relateret til Riksgränsen

68°25′40″N 18°07′20″Ø / 68.427777777778°N 18.122222222222°Ø